# Unité urbaine de Compiègne
L'unité urbaine de Compiègne  est une unité urbaine française centrée sur Compiègne, une des sous-préfectures du département de l'Oise au cœur de la deuxième agglomération urbaine du département.

## Situation géographique

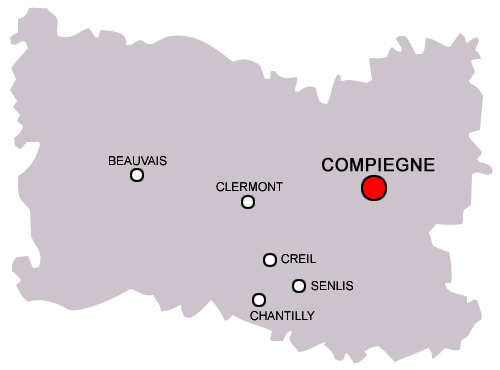
Localisation de Compiègne dans le département de l'Oise (cliquez pour obtenir une version plus grande de l'image)

L'unité urbaine de Compiègne est située dans l'est du département de l'Oise, non loin du département voisin de l'Aisne et au sud de la région Hauts-de-France.
La ville de Compiègne qui est le centre urbain principal de l'agglomération s'étend juste en aval du confluent des rivières de l'Oise et de l'Aisne. Elle est limitée à l'ouest par la vallée de l'Oise, à l'est par la forêt domaniale de Compiègne qui y occupe une grande partie de son finage urbain, au nord par la vallée de l'Aisne, au sud la limite avec la Croix-Saint-Ouen est conventionnelle. Le Quartier de la Gare, bien que situé sur la rive droite de l'Oise, appartient à la commune de Compiègne. De ce côté, le reste de l'agglomération se prolonge à Margny-lès-Compiègne, deuxième centre urbain de l'unité urbaine, et à Venette où se trouve  le centre commercial.
L'unité urbaine de Compiègne jouit d'une grande proximité de l'agglomération parisienne que facilitent les communications autoroutières (desserte par l'A.1) et ferroviaires avec la capitale, étant située seulement à 65 km au nord de Paris.
Par ailleurs, dans le département de l'Oise, Compiègne et son agglomération se trouvent à 60 km de Beauvais par la RN 31, vers l'ouest, qui en est la préfecture, à 40 km de Creil, au sud-ouest, qui en est la plus grande agglomération, et à 26 km de Noyon au nord-est.

## Données générales
Dans le zonage réalisé par l'Insee en 2010, l'unité urbaine était composée de quatorze communes, toutes situées dans le département de l'Oise, plus précisément dans l'arrondissement de Compiègne.
Dans le nouveau zonage réalisé en 2020, elle est composée des quatorze mêmes communes.
En 2022, avec 71 598 habitants, elle représente la 2e unité urbaine du département de l'Oise, se classant après l'unité urbaine de Creil (1er rang départemental) et avant l'unité urbaine de Beauvais (3e rang départemental) où siège la préfecture du département. Elle occupe le 14e rang dans la région Hauts-de-France.
En 2022, sa densité de population s'élève à 533 hab/km2. Par sa superficie, elle ne représente que 2,29 % du territoire départemental mais, par sa population, elle regroupe 8,62 % de la population du département de l'Oise.
Neuf communes de l'unité urbaine de Compiègne font partie de l'intercommunalité dénommée Agglomération de la Région de Compiègne et de la Basse Automne qui regroupe vingt-deux communes.

## Composition 2020 de l'unité urbaine
Elle est composée des quatorze communes suivantes :
| Nom                      | Code Insee | Département | Statut       | Superficie (km2) | Population (dernière pop. légale) | Densité (hab./km2) | Modifier                                    |
| ------------------------ | ---------- | ----------- | ------------ | ---------------- | --------------------------------- | ------------------ | ------------------------------------------- |
| Compiègne (ville-centre) | 60159      | Oise        | ville-centre | 53,10            | 40 808 (2022)                     | 769                | modifier les données · modifier les données |
| Armancourt               | 60023      | Oise        | banlieue     | 2,03             | 531 (2022)                        | 262                | modifier les données · modifier les données |
| Bienville                | 60070      | Oise        | banlieue     | 3,51             | 489 (2022)                        | 139                | modifier les données · modifier les données |
| Choisy-au-Bac            | 60151      | Oise        | banlieue     | 15,86            | 3 386 (2022)                      | 213                | modifier les données · modifier les données |
| Clairoix                 | 60156      | Oise        | banlieue     | 4,70             | 2 220 (2022)                      | 472                | modifier les données · modifier les données |
| Janville                 | 60323      | Oise        | banlieue     | 0,94             | 635 (2022)                        | 676                | modifier les données · modifier les données |
| Jaux                     | 60325      | Oise        | banlieue     | 8,63             | 2 240 (2022)                      | 260                | modifier les données · modifier les données |
| Longueil-Annel           | 60368      | Oise        | banlieue     | 5,94             | 2 595 (2022)                      | 437                | modifier les données · modifier les données |
| Machemont                | 60373      | Oise        | banlieue     | 6,33             | 808 (2022)                        | 128                | modifier les données · modifier les données |
| Margny-lès-Compiègne     | 60382      | Oise        | banlieue     | 6,66             | 8 700 (2022)                      | 1 306              | modifier les données · modifier les données |
| Mélicocq                 | 60392      | Oise        | banlieue     | 6,57             | 791 (2022)                        | 120                | modifier les données · modifier les données |
| Montmacq                 | 60423      | Oise        | banlieue     | 7,25             | 1 159 (2022)                      | 160                | modifier les données · modifier les données |
| Thourotte                | 60636      | Oise        | banlieue     | 4,38             | 4 460 (2022)                      | 1 018              | modifier les données · modifier les données |
| Venette                  | 60665      | Oise        | banlieue     | 8,45             | 2 776 (2022)                      | 329                | modifier les données · modifier les données |

## Évolution démographique
| 1968   | 1975   | 1982   | 1990   | 1999   | 2006   | 2011   | 2016   | 2022   |
| ------ | ------ | ------ | ------ | ------ | ------ | ------ | ------ | ------ |
| 50 216 | 59 318 | 64 134 | 68 659 | 69 903 | 71 397 | 69 439 | 70 672 | 71 598 |

#### Données générales
- Unité urbaine en France
- Aire d'attraction d'une ville
- Liste des unités urbaines de France

#### Données démographiques en rapport avec l'unité urbaine de Compiègne
- Aire d'attraction de Compiègne
- Arrondissement de Compiègne

#### Données démographiques en rapport avec l'Oise
- Démographie de l'Oise